# Gammablitz

Aufnahme des Gammablitzes am 9. Oktober 2022, über 10 Stunden beobachtet mithilfe des Satellitenobservatoriums Fermi

Gammablitze, Gammastrahlenblitze, Gammastrahlenausbrüche oder auch Gammastrahlenexplosionen (englisch gamma-ray bursts, oft abgekürzt GRB) sind Energieausbrüche sehr hoher Leistung im Universum, von denen große Mengen elektromagnetischer Strahlung ausgehen.
Die Entstehung der Gammablitze ist noch nicht vollständig geklärt. Man beobachtete einen Gammablitz erstmals am 2. Juli 1967 mit den US-amerikanischen Vela-Überwachungssatelliten, die eigentlich zur Entdeckung oberirdischer Atombombentests dienten. Dass die Strahlen aus den Tiefen des Weltraums kamen, wurde erst 1973 durch Wissenschaftler im Los Alamos National Laboratory in New Mexico mit den Daten der Satelliten sicher festgestellt.
Die Bezeichnung „Gammablitz“ hat sich wahrscheinlich eingebürgert, weil die Vela-Satelliten zur Detektion der Gammastrahlung von Kernwaffenexplosionen gedacht und ausgerüstet waren. Auch wird elektromagnetische Strahlung mit Photonenenergien im keV-Bereich und höher oft allgemein als Gammastrahlung bezeichnet, wenn ihre Quelle und Entstehung nicht bekannt ist. Um Gammastrahlung im engeren, kernphysikalischen Sinn handelt es sich bei den Gammablitzen nicht.

## Beobachtungen
Gammablitze setzen in zehn Sekunden mehr Energie frei als unsere Sonne während ihrer gesamten Lebensdauer (mehrere Milliarden Jahre). Für die Dauer seines Leuchtens ist ein Gammablitz heller als alle übrigen Gammastrahlenquellen am Himmel. Gammablitze haben zudem ein Nachglühen im optischen sowie im Röntgenspektrum, das in Zeiträumen der Größenordnung von Tagen und Wochen langsam verblasst.
Den bislang hellsten beobachteten Gammablitz registrierte der NASA-Forschungssatellit Swift am 19. März 2008. Der Ausbruch kam von einem Objekt, das 7,5 Milliarden Lichtjahre von der Erde entfernt war. Er war 2,5 Millionen Mal heller als die leuchtstärkste bisher beobachtete Supernova und erstmals konnte das optische Nachglühen eines GRB (englisch gamma-ray burst) mit dem bloßen Auge gesehen werden. Diese Explosion wurde unter der Nummer GRB 080319B katalogisiert.

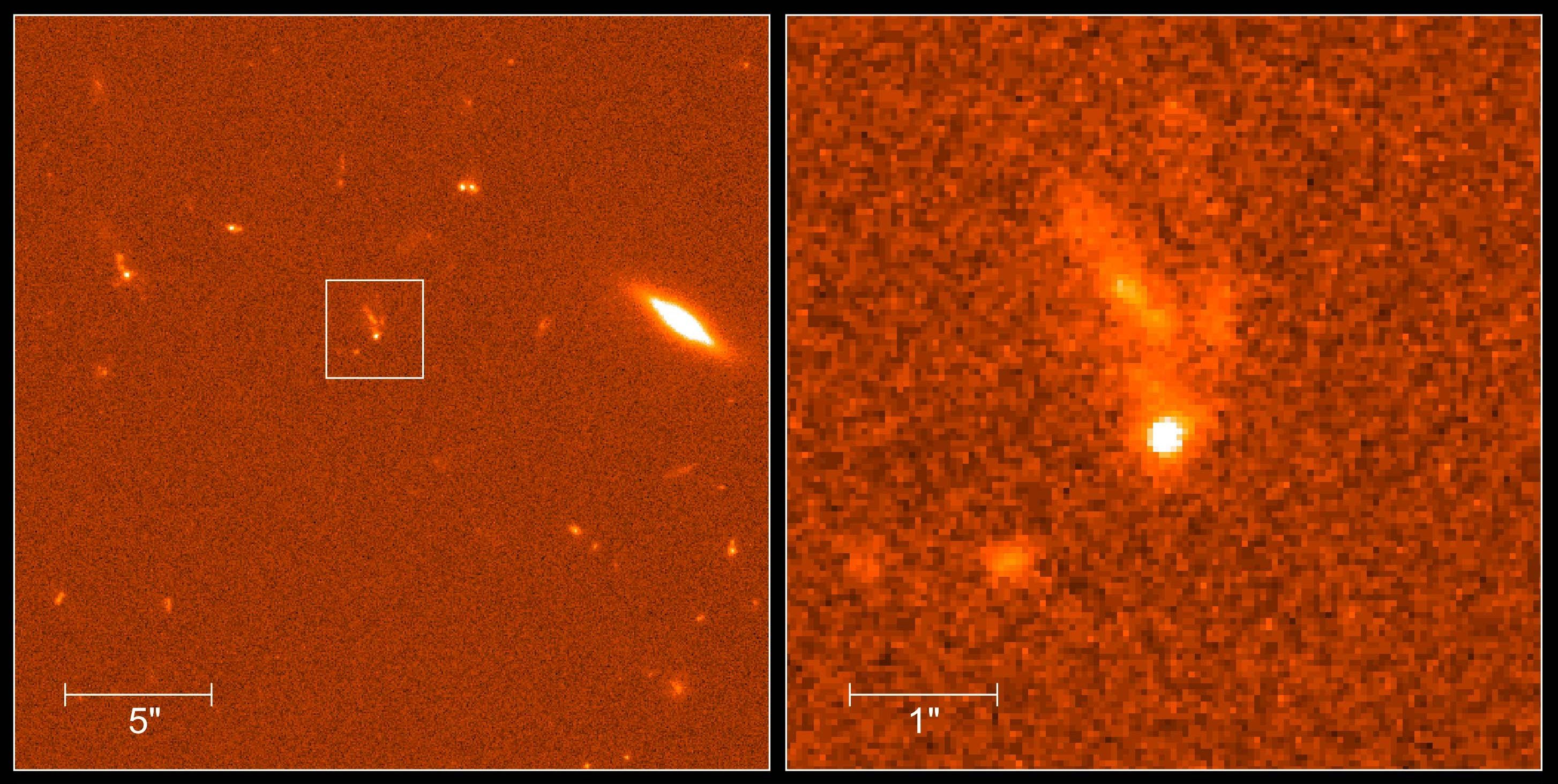
Optisches Nachleuchten des Gammablitzes GRB-990123 (heller Punkt im weißen Quadrat und Ausschnittsvergrößerung). Das darüberliegende gekrümmte Objekt ist die Galaxie, aus der er stammt. Diese wurde vermutlich durch eine Kollision mit einer anderen Galaxie verformt.

Die Strahlung von Gammablitzen kann die Erdatmosphäre nicht unverändert durchdringen. Daher können Gammablitze
- direkt nur mit Weltraumteleskopen
- oder indirekt durch Messungen der in der Atmosphäre ausgelösten sekundären Strahlungsschauer beobachtet werden.

Wegen ihrer kurzen Dauer und hohen Leuchtkraft und wegen des geringen räumlichen Auflösungsvermögens der Satellitenteleskope konnte man die Gammablitze lange Zeit weder bekannten (sichtbaren) Quellen zuordnen noch glaubhafte Vermutungen zu ihren Ursachen anstellen. Zuerst wurden die Quellen der Blitze innerhalb unserer Milchstraße vermutet, weil Ereignisse derartiger Helligkeit bei weiterer Entfernung physikalisch nicht erklärbar schienen. Aus ihrer gleichförmigen Verteilung über den gesamten Himmel konnte man jedoch schließen, dass es sich um extragalaktische Ereignisse handelt. Andernfalls müssten sie sich in der Ebene der Milchstraße häufen, in der sich die meisten Sterne der Milchstraße befinden, oder, falls sie zum Halo der Milchstraße gehörten, in Richtung des galaktischen Zentrums.
Ein wesentlicher Fortschritt gelang durch sehr rasche Lokalisierung der Gammablitze, so dass andere Teleskope noch während der Dauer des Blitzes automatisch auf dessen Himmelsposition gerichtet werden können. Mit Hilfe des Röntgensatelliten BeppoSAX konnte 1997 erstmals das Nachglühen von Gammablitzen im Röntgenbereich beobachtet werden. Auf Grund der wesentlich exakteren Positionsbestimmung in der Röntgenastronomie konnte man gezielte Nachbeobachtungen auch im UV- und sichtbaren Licht machen und sie bekannten Quellen zuordnen. Man fand an den Stellen der Gammablitze weit entfernte Galaxien und konnte so direkt nachweisen, dass Gammablitze extragalaktische Quellen haben.

## Dauer
Die Dauer von Gammablitzen beträgt wenige Sekunden bis maximal einige Minuten; zwei bekannte Ausnahmen sind GRB 060218 mit 33 Minuten und GRB 110328A (Sw 1644+57), der eine Rekorddauer von mehreren Wochen erreichte.
GRBs lassen sich nach ihrer Dauer in zwei verschiedene Klassen einteilen. Die langen GRB dauern im Mittel etwa 35 Sekunden, Ultralange GRB mehr als 10.000 Sekunden. In einigen sehr langen GRB konnte man zeitgleich zum Gammablitz eine Kernkollaps-Supernova beobachten.
Im Unterschied dazu dauern kurze GRB weniger als zwei Sekunden. Auch das optische Nachleuchten dieser GRB ist wesentlich kürzer als das der langen GRB. Es konnte 2005 erstmals beobachtet werden. Kurze GRB haben normalerweise härtere Röntgenspektren als die langen. Etwa 30 % aller kurzen GRB folgt ein bis zu 100 Sekunden andauernder, stark veränderlicher Röntgenausbruch. Dieses unterschiedliche Verhalten innerhalb der Klasse der kurzen GRB lässt auf mehr als einen Entstehungsmechanismus schließen.

## Vorausbruch
Ungefähr 15 Prozent aller Gamma Ray Bursts zeigen einen oder mehrere Vorläufer (precursors). Dabei handelt es sich um bis zu 100 Sekunden vor dem Hauptausbruch auftretende Gammastrahlung mit etwa 100-mal schwächerer Leuchtkraft. Vor der Haupteruption folgt meistens eine Phase, in der keine Strahlung nachgewiesen wird. Das Spektrum entspricht dem des Hauptausbruchs. Wenn mehrere Precursors beobachtet werden, liegen zwischen ihnen jeweils Ruhephasen von rund 10 Sekunden.

## Spektrum

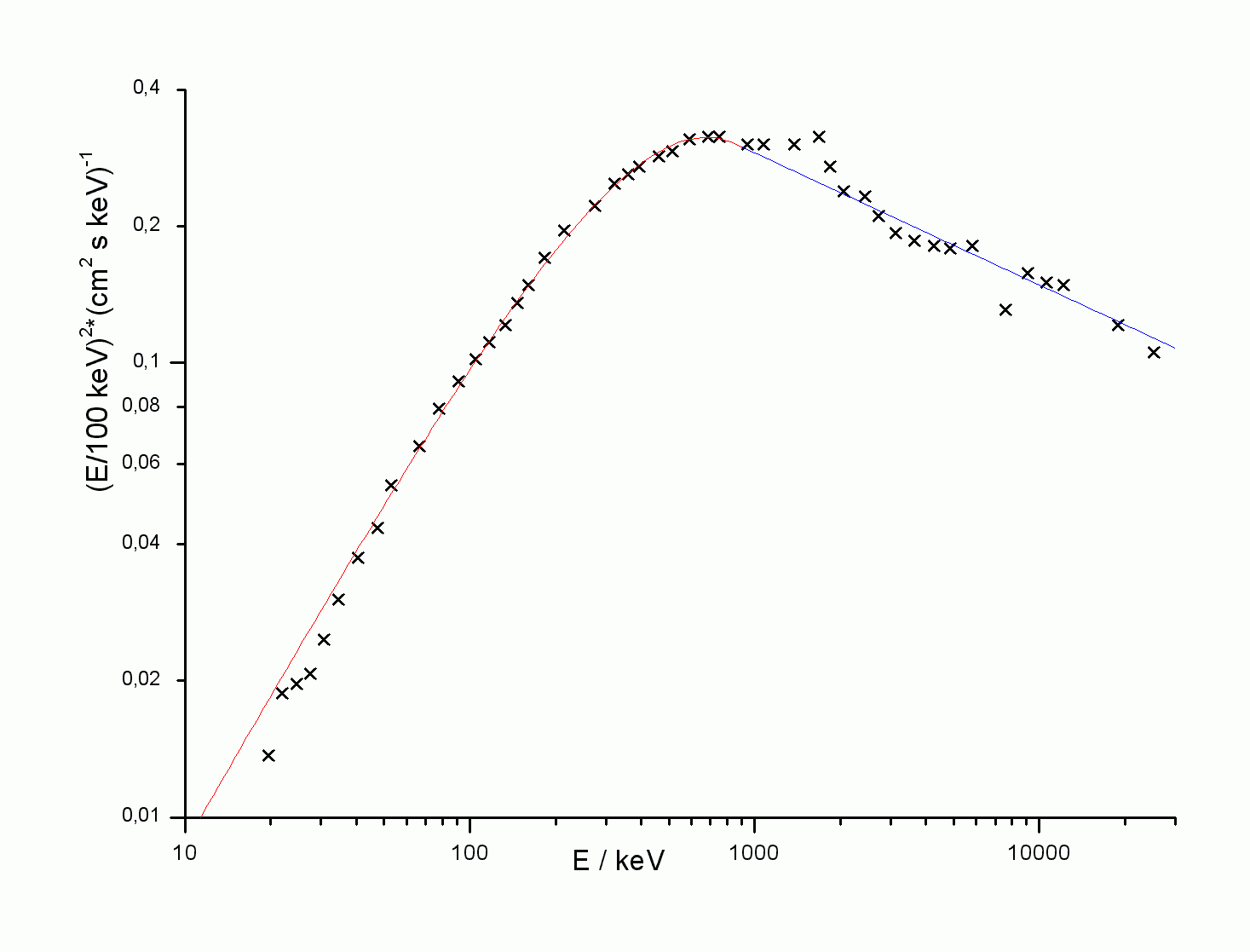
Spektrum des Gammablitzes 910503. Logarithmisch aufgetragen ist die spektrale Photonenflussdichte N(E) mit E² skaliert über der Photonenenergie E. Der rote und blaue Funktionsgraph gibt den Verlauf der nebenstehenden phänomenologischen Formel wieder.

Die Strahlung zeigt ein kontinuierliches Spektrum mit Photonenenergien von weniger als 1 keV bis in den MeV-Bereich. Die meisten Spektren lassen sich durch eine Unterteilung in zwei Bereiche beschreiben. Im Bereich niedriger Energien bis zu einigen hundert keV (je nach GRB) nimmt mit zunehmender Energie der Photonen ihre Häufigkeit exponentiell ab. Im Bereich hoher Energien folgt die weitere Abnahme der Häufigkeiten einer Hyperbel. Wegen der weit ausgedehnten Skala der vorkommenden Energien unterscheiden sich die Häufigkeiten für die einzelnen Kanäle um viele Zehnerpotenzen. Daher ist eine lineare Darstellung des gesamten Spektrums in einem Diagramm nicht sinnvoll. Besser wird eine Leistungsgröße (Häufigkeit · Energie²) über der Energie doppelt logarithmisch aufgetragen. In dieser Darstellung zeigt sich für die meisten Spektren ein Maximum, nämlich bei derjenigen Photonenenergie, bei der die größte Leistung empfangen wurde. Diese Peak-Energie ist charakteristisch für den Gammablitz und liegt im Mittel der von BATSE untersuchten Gammablitze bei 250 keV.
Das genaue phänomenologische Modell für das kontinuierliche Spektrum ist:
{\displaystyle N(E)\sim {\begin{cases}{E^{\alpha }\exp \left({-{\frac {E}{E_{0}}}}\right)},&{\text{für }}E\leq (\alpha -\beta )E_{0}\ \\{\left[{\left({\alpha -\beta }\right)E_{0}}\right]^{\left({\alpha -\beta }\right)}E^{\beta }\exp \left({\beta -\alpha }\right)},&{\text{für }}E>(\alpha -\beta )E_{0}\ \end{cases}}.}
- {\displaystyle \alpha } und {\displaystyle \beta } sind freie Parameter; {\displaystyle \alpha \approx -1,\beta \approx -2}[5]
- {\displaystyle E_{0}} ist mit der Peak-Energie {\displaystyle E_{p}} über {\displaystyle E_{0}={\frac {E_{p}}{2+\alpha }}} verknüpft.

Für {\displaystyle \alpha =-1} und {\displaystyle \beta =-2} ergibt sich:
{\displaystyle N(E)={\begin{cases}{E^{-1}\exp \left({-{\frac {E}{E_{p}}}}\right)},&{\text{für }}E\leq E_{p}\\E_{p}E^{-2}\mathrm {e} ^{-1},&{\text{für }}E>E_{p}\ \end{cases}}}
Dem Kontinuum sind schwache einzelne Spektrallinien überlagert, die allerdings stark dopplerverbreitert sind. Solche Linien auf dem kontinuierlichen Spektrum geben Einblick in die physikalischen Prozesse der Entstehung der Strahlung. Die starke Blauverschiebung bedeutet, dass sich das Explosionsmaterial mit hochrelativistischer Geschwindigkeit auf den Beobachter zubewegt. Die Dopplerverbreiterung ergibt sich aus der starken thermischen Bewegung aufgrund der hohen Temperatur des emittierenden Materials.
Das Spektrum ist während der Dauer des GRB nicht konstant, lässt sich aber zu allen Zeiten mit den gleichen oben genannten Funktionen annähern, nur die Parameter ändern sich zeitlich. Im Allgemeinen nimmt die Peak-Energie und damit die Härte des Spektrums während der Dauer des Gammablitzes ab, kann aber in seinem Verlauf bei Intensitätsschüben auch wieder kurz ansteigen.

## Mögliche Entstehung
Auf Grund der kurzen Dauer des Gammablitzes kann das Gebiet, aus dem er ausgesendet wurde, nicht sehr groß sein. Der Durchmesser eines langsamen Objekts (mit weniger als 10 % der Lichtgeschwindigkeit) ist maximal gleich der kürzesten Helligkeitsänderung multipliziert mit der Lichtgeschwindigkeit; wegen relativistischer Effekte kann dieser Bereich etwas größer sein, ist aber immer noch recht klein. Spezielle Supernovaexplosionen, so genannte Hypernovae, sind daher eine mögliche Ursache für Gammablitze. Eine weitere mögliche Ursache für einen Gammablitz sind verschmelzende Neutronensterne.
Würde ein Gammablitz gleichmäßig in alle Richtungen abstrahlen, so hätte beispielsweise der Gammablitz GRB-990123 vom Januar 1999 (siehe obiges Bild) eine Strahlungsleistung von über 1045 Watt haben müssen, entsprechend der 2,5·1018-fachen Sonnenleuchtkraft, also 2,5 Trillionen Sonnen. Selbst Quasare kommen nur auf 1040 Watt.
Man nimmt daher an, dass ein Gammablitz nur in zwei engen, entgegengesetzten, kegelförmigen Bereichen mit einem Öffnungswinkel von wenigen Grad ausgesandt wird, die Strahlung also wie bei einem Leuchtturm fokussiert ist. Dadurch verringert sich die erforderliche Strahlungsleistung, um die beobachtete Helligkeit zu erklären, um ca. 3 Zehnerpotenzen, ist jedoch immer noch extrem groß. Zudem lässt sich durch die Fokussierung die Heftigkeit der Energieausbrüche erklären, ohne dass grundlegende physikalische Prinzipien verletzt würden. Der Gammablitz schließlich entsteht durch Stoßwellen in dem sich mit nahezu Lichtgeschwindigkeit ausbreitenden Gas der Supernovaexplosion. Die gesamte freiwerdende Energiemenge ist ungefähr in derselben Größenordnung wie von einer Supernova, jedoch strahlt die Supernova den Großteil ihrer Energie in Form von Neutrinos ab. Modellrechnungen zeigen, dass der beobachtete Helligkeitsverlauf der Gammablitze gut zu den Annahmen passt. Die Beobachtungen von GRB 080319B (siehe oben) ergeben, dass innerhalb der kegelförmigen Bereiche je noch ein kleinerer, noch ‚spitzkegeligerer‘ Jet existiert, der praktisch keine Durchmesseraufweitung mehr aufzeigt. Bei dem erwähnten Gammablitz befand sich die Erde genau innerhalb dieses ‚Laser-Strahls‘, was ein seltenes Ereignis darstellen sollte: Möglicherweise existiert bei jedem Gammablitz ein solcher zweiter Strahl, der aber nur beobachtet werden kann, wenn sich die Erde bzw. das Messgerät innerhalb dieses engen Strahlungskegels befindet. Bisher war das nur bei GRB 080319B der Fall.

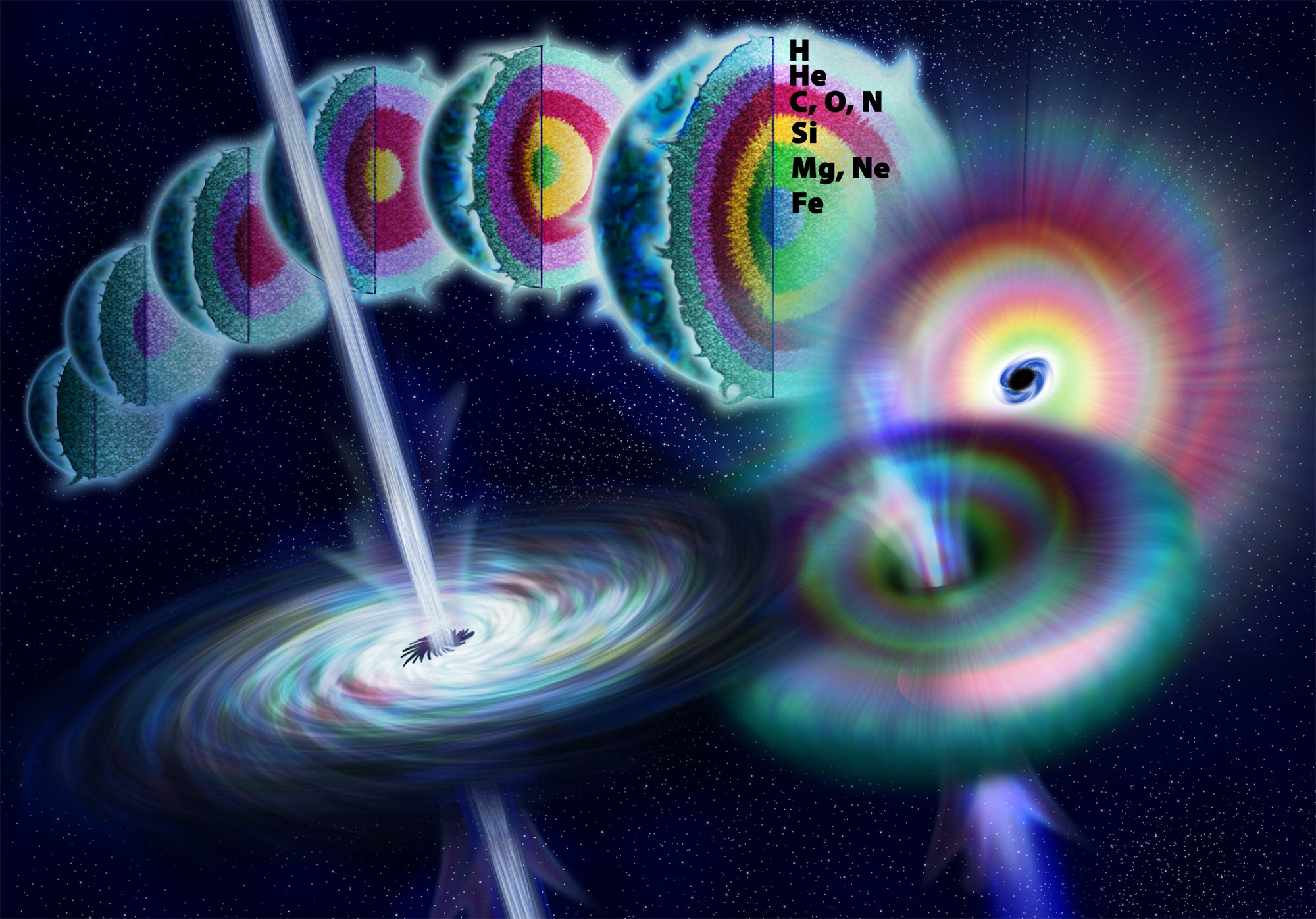
Veranschaulichung eines massereichen Sterns, der zu einem Schwarzen Loch kollabiert. Die freiwerdende Energie in Form von Jets entlang der Rotationsachse bildet einen Gammablitz.

Den Unterschied zu einer normalen Supernova erklärt man sich dadurch, dass bei besonders massereichen Sternen von über 20 Sonnenmassen eine Hypernova entsteht, deren zentraler Kernbereich zu einem rasch rotierenden Schwarzen Loch kollabiert. Das umgebende Gas läuft in einer Akkretionsscheibe um das Schwarze Loch und heizt sich beim Einfall sehr stark auf, Gasjets werden dann senkrecht zur Scheibenebene ausgestoßen und erzeugen die Gammablitze. Die Verschmelzung zweier Neutronensterne führt zu ähnlichen Resultaten.
Auch wenn schon lange ein Zusammenhang mit Supernovae vermutet wurde, war es doch erst 1997 möglich, einen Gammastrahlenausbruch direkt in Verbindung mit solch einem Sternentod zu bringen. Der Satellit High Energy Transient Explorer (HETE) beobachtete einen Gammastrahlenausbruch, als dessen Quelle sich der Kollaps eines Sterns mit 15-facher Sonnenmasse herausstellte.
Zu einem Teil der GRB mit einem langen Ausbruch konnte eine Supernova am selben Ort gefunden werden, die einige Stunden später aufleuchtete. Es handelt sich bei allen bestätigten Übereinstimmungen um eine nackte Kernkollaps-Supernova vom Typ Ic-b1. Diese entwickelten Sterne haben in ihrem Kern alle Elemente bis zum Eisen produziert und wenigstens die wasserstoffreichen Atmosphärenschichten durch Sternwind oder Interaktion in einem Doppelsternsystem verloren. Allerdings ist nur bei einem sehr geringen Anteil der Supernovae vom Typ Ic-b1 ein entsprechender Gammablitz gefunden worden. Das erklärt sich erstens durch den schmalen Kegel, in dem die Gammastrahlung abgestrahlt wird und nur bei einem kleinen Teil aller Supernovae zufällig in Richtung Erde ausgerichtet ist; zweitens reicht die Energie des Gammastrahlenausbruchs nicht immer aus, um die Restatmosphäre des Sterns zu durchdringen. Auf der anderen Seite sind nicht zu allen langen Gammablitzen Supernovae gefunden worden. Es dürfte daher noch weitere Entstehungskanäle für lange Gammastrahlenausbrüche geben.
Mit der Entstehung langer Gammablitze werden folgende Ereignisse in Verbindung gebracht:
- Eine Kernkollaps-Supernova, verbunden mit der Entstehung eines Neutronensterns oder Schwarzen Lochs[8]
- Eine hypothetische Hypernova, verbunden mit der Entstehung eines Schwarzen Lochs[9]

Kurzzeitig glaubten Astronomen, dass Magnetare (instabile junge Neutronensterne, die von einem extrem starken Magnetfeld umgeben sind) die Quelle besonders kurzer Gammablitze sein könnten.
Doch die Magnetar-Theorie ist wahrscheinlich falsch, wie weitere Beobachtungen im Jahr 2005 ergaben. So konnte die Sonde HETE-2, die bereits seit Oktober 2000 im All ist, am 9. Juli 2005 einen Gammablitz von nur 70 Millisekunden Dauer auffangen. In höchster Eile richteten Wissenschaftler die Weltraumteleskope Hubble und Chandra sowie das dänische 1,5-Meter-Teleskop im chilenischen La Silla auf die Explosion aus. Auf diese Weise entstanden die ersten Bilder vom Nachglühen eines kurzen Gammablitzes im Bereich des optischen Lichts.
Für die Entstehung kurzer Gammablitze werden drei Szenarien diskutiert:
- Die Verschmelzung von zwei Neutronensternen in einem Doppelsternsystem durch Kollision[12]
- Die Verschmelzung eines Neutronensterns und eines Schwarzen Lochs in einem Doppelsternsystem durch Kollision
- Der Kollaps eines Weißen Zwerges (thermonukleare Supernova, Typ Ia), wenn durch Akkretion die maximale Masse überschritten wird (Chandrasekhar-Grenze)

Die dem Ausbruch folgende Emission von Röntgenstrahlung könnte durch den Verlust von Rotationsenergie eines gerade entstandenen Magnetars entstehen.
Am 17. August 2017 wurde erstmals ein Gravitationswellen-Signal (GW170817) aus der Verschmelzung zweier Neutronensterne beobachtet. Gleichzeitig wurde es mit einem kurzen Gammablitz (GRB 170817A) in Verbindung gebracht und konnte im optischen und anderen elektromagnetischen Wellenbereichen beobachtet werden. Das war der erste Nachweis eines vermutlichen Zusammenhangs von kurzen Gammablitzen und der Kollision zweier Neutronensterne.
Mit Hilfe einer Computersimulation haben Wissenschaftler am Max-Planck-Institut für Gravitationsphysik die Verschmelzung zweier Neutronensterne zu einem Schwarzen Loch genauer untersucht und konnten erstmals zeigen, dass sich durch Reorganisation des Magnetfeldes bei der Verschmelzung eine Jet-förmige Struktur entlang der Rotationsachse bildet, in dessen Inneren Gammablitze entstehen können. Für die Simulation hatten die Wissenschaftler die Einsteinschen Feldgleichungen und die Gleichungen der Magnetohydrodynamik für dieses Szenario gelöst.

## Spekulationen über die Folgen naher Gammablitze

### Möglicher Mechanismus
Der unmittelbare, sofortige Schaden durch einen Gammablitz, der direkt auf die Erde gerichtet ist, wäre nach den Ergebnissen einer Studie begrenzt, da Gammablitze meist nur kurz sind und ein großer Teil der Gammastrahlen den Erdboden nicht erreicht. Gammastrahlung wird in der Atmosphäre absorbiert, wobei unter anderem Stickoxid entsteht. Auch wäre die vom Gammablitz abgewandte Erdseite von dem Gammablitz nicht sofort betroffen, da die Gammastrahlung den Planeten nicht durchdringen kann. Ein ausreichend naher Gammablitz bildet aber so viel Stickoxid in der Atmosphäre, dass die Ozonschicht schwer geschädigt würde. Das könnte auch die unberührte Erdseite stark beeinflussen.

### Historisches Massenaussterben
Eventuell ist sogar eines der größten Massenaussterben der Erdgeschichte durch einen Gammablitz in der Milchstraße ausgelöst worden. Beispielsweise wird über ein Ereignis vor 443 Millionen Jahren (Ende des Ordoviziums) spekuliert. Infolge eines Gammablitzes wäre die UV-Strahlung der Sonne nach Zerstörung der Ozonschicht ungehindert in die obersten Wasserschichten der Urozeane eingedrungen. Dort könnten Organismen, die nahe der Wasseroberfläche lebten, abgetötet worden sein (Landlebewesen gab es zu dieser Zeit noch nicht). Als Indiz für ein solches Szenario wird angeführt, dass am Ende des Ordoviziums viele nahe der Wasseroberfläche lebende Trilobiten ausstarben.

### Zukünftige Gefahren
Eine Gruppe von Wissenschaftlern an der Ohio State University wurde beauftragt, herauszufinden, welche Konsequenzen der Treffer eines in der Nähe (ca. 500 Lichtjahre) entstehenden Gammablitzes auf die Erde hätte. Die Untersuchung sollte auch helfen, Massenaussterben auf der Erde zu klären und die Wahrscheinlichkeit von extraterrestrischem Leben einschätzen zu können. Im Ergebnis vermuten Wissenschaftler, dass ein Gammablitz, der in der Nähe unseres Sonnensystems entsteht und die Erde trifft, ein Massensterben auf dem gesamten Planeten auslösen könnte. Die zu erwartende schwere Schädigung der Ozonschicht würde die globale Nahrungsmittelversorgung zusammenbrechen lassen sowie zu langanhaltenden Veränderungen des Klimas und der Atmosphäre führen. Das würde ein Massenaussterben auf der Erde bewirken.
Der Schaden durch einen Gammablitz wäre deutlich höher als der durch eine Supernova, die sich in gleicher Entfernung ereignet. Gammablitze jenseits von 3.000 Lichtjahren stellen nach der Studie keine Gefahr dar.

## Erwähnenswerte Gammablitze
Gammablitze von besonderer historischer oder wissenschaftlicher Bedeutung:
- GRB 670702 – 2. Juli 1967: Der erste GRB, der beobachtet wurde.
- GRB 970228 – 28. Februar 1997: Der erste GRB, bei dem erfolgreich ein Nachleuchten festgestellt werden konnte.
- GRB 970508 – 8. Mai 1997: Der erste GRB mit einer exakt bestimmten Rotverschiebung (ein Wert, der es Astronomen ermöglicht, die Entfernung eines Ereignisses oder Objekts zu bestimmen).
- GRB 980425 – 25. April 1998: Der erste GRB, der in Verbindung mit einer Supernova (SN 1998bw) beobachtet wurde; zeigte eine enge Beziehung zwischen SN und GRB auf.
- GRB 990123 – 23. Januar 1999: Der erste GRB, bei dem eine Emission im sichtbaren Bereich festgestellt wurde (siehe Bild oben).
- GRB 001219 –  19. Dezember 2000
- GRB 041227 – 27. Dezember 2004: Ein GRB, der von einem Magnetar (SGR 1806–1820) in 50.000 Lj Entfernung ausging. Ein Neutronenstern hatte in 0,2 Sekunden[19] mehr Energie freigesetzt als unsere Sonne in 150.000 Jahren.[20] Forscher in Australien berichteten, die Explosion des Neutronensterns habe ihn für eine Zehntelsekunde heller als den Vollmond gemacht.
- GRB 050509B – 9. Mai 2005: Der erste kurze GRB, bei dem der Ursprungskörper festgestellt werden konnte (unterstützte die Theorie, dass kurze GRB nicht mit Supernovae in Verbindung stehen).
- GRB 050724 – 24. Juli 2005: Ein kurzer GRB, als dessen Ursprung ein um ein Schwarzes Loch kreisender Neutronenstern festgestellt wurde.
- GRB 050904 – 4. September 2005: GRB mit einer Rotverschiebung von 6,29 (12,7 Mrd. Lichtjahre). Er stellte zum damaligen Zeitpunkt das zweitälteste dokumentierte Ereignis im Universum dar.[21]
- GRB 080319B – 19. März 2008: Hellster GRB und hellste Supernova, die bis dato entdeckt wurden (absolute Helligkeit: −36 mag); außerdem erster GRB, der mit bloßem Auge beobachtet werden konnte (scheinbare Helligkeit: 5,76 mag); zugleich das am weitesten entfernte Objekt, das jemals mit bloßem Auge zu beobachten war (7,5 Mrd. Lichtjahre).
- GRB 080913 – 13. September 2008: Ein weiterer Entfernungsrekord für einen GRB mit einer Rotverschiebung von 6,7 (12,8 Mrd. Lichtjahre).[22][23]
- GRB 090423 – 23. April 2009: Der am weitesten von der Erde entfernte GRB mit einer Rotverschiebung von 8,2 (13,035 Mrd. Lichtjahre) und damit das älteste dokumentierte Ereignis im Universum (ca. 630 Mio. Jahre nach dem Urknall).[24][25][26] Er wurde mit Swift und dem GROND am La-Silla-Observatorium entdeckt.
- GRB 100621A – 21. Juni 2010: Der absolut stärkste Gammablitz, der registriert wurde; dieser ließ die Messinstrumente von Swift ausfallen; mit 143.000 (Röntgenstrahlen-)Photonen/s stärker als der bisherige Rekord (GRB 080916C).[27]
- GRB 110328A – 28. März 2011: Der bis dato am längsten andauernde GRB wurde mit Swift im Sternbild Draco entdeckt. Das Phänomen dauerte mehr als eine Woche an.[28][29]
- GRB 130427A – 27. April 2013: Das Ereignis konnte von Weltraumteleskopen und erdgebundenen Teleskopen im Leo detektiert werden und galt bis GRB 221009A als energiereichster und am längsten anhaltender GRB.[30][31][32]
- GRB 130603B – 3. Juni 2013: Wurde vom Satelliten Swift und der Sonde Wind (mit ihrem Transient Gamma-Ray Spectrometer) registriert. Ebenso wurde die Region vom Hubble-Weltraumteleskop neun Tage vor und 30 Tage nach dem Ausbruch beobachtet. Am dritten Tag nach dem Ausbruch wurde der Röntgenfluss in der Region mit dem Röntgensatelliten XMM-Newton gemessen.[33]
- GRB 170817A – 17. August 2017: Bei diesem Gammablitz konnte zum ersten Mal gleichzeitig eine Gravitationswelle gemessen werden.
- GRB 221009A – 9. Oktober 2022: Bei diesem Gammablitz wurde mit 18 TeV die bisher höchste bei einem Gammablitz beobachtete Photonenenergie nachgewiesen.[34] Die Gesamtenenergie des Blitzes  wird auf 3,0·1047 J geschätzt.[35] Auch wegen seiner Entfernung von nur 1,9 Milliarden Lichtjahren ist er damit einer der hellsten jemals beobachteten Gammablitze.[36]
- GRB 221124A – 24. November 2022
- GRB 221126A – 26. November 2022

### Videos
- Was ist eine Hypernova? aus der Fernseh-Sendereihe alpha-Centauri (ca. 15 Minuten). Erstmals ausgestrahlt am 6. Dez. 2006.
- Verschmelzen Schwarze Löcher? aus der Fernseh-Sendereihe alpha-Centauri (ca. 15 Minuten). Erstmals ausgestrahlt am 27. Mai  2001.
- Was ist Superflare vom 27. Dezember 2004? aus der Fernseh-Sendereihe alpha-Centauri (ca. 15 Minuten). Erstmals ausgestrahlt am 27. Sep. 2006.